# Eric Puerto Huerta
Eric Puerto Huerta (nascut el 28 d'octubre de 2002) és un futbolista professional andalús que juga com a porter al Deportivo de La Coruña.

## Carrera professional
Nascut a Estepa, Sevilla, Andalusia, Puerto va representar com a juvenil l'EF Peloteros Sierra Sur, el Séneca CF i el Córdoba CF. Va fer el seu debut com a sènior amb el filial d'aquest últim el 12 de gener de 2020, començant com a titular en una victòria fora de casa de Tercera Divisió per 2-0 davant la UD Los Barrios.
El 21 de juliol de 2021, després d'acabar la seva formació, Puerto va fitxar per l'Antequera CF de la Segona Divisió RFEF. Després de passar la seva primera temporada com a suplent, posteriorment va esdevenir titular i va ajudar el club a ascendir a Primera Federació el seu segon any.
El 9 de gener de 2024, Puerto va signar un contracte de tres anys i mig amb el Deportivo de La Coruña, també de tercera divisió. Va passar la resta de la temporada com a suplent de Germán Parreño, en què el club va aconseguir l'ascens a Segona Divisió.
Descens a la tercera opció després de l'arribada d'Helton Leite, Puerto va ser cedit al Marbella FC de tercera divisió el 22 de gener de 2025.

## Palmarès
Deportivo La Corunya
- Primera Federació: 2023–24